# Marina Jewgenjewna Trandenkowa
Marina Jewgenjewna Trandenkowa, geb. Kriwoscheina, (russisch Марина Евгеньевна Транденкова, engl. Transkription Marina Trandenkova; * 7. Januar 1967 in Riga) ist eine ehemalige russische Sprinterin.
Den größten Erfolg ihrer Karriere feierte sie bei den Olympischen Spielen 1992 in Barcelona in der 4-mal-100-Meter-Staffel mit dem vereinten Team. Gemeinsam mit Olga Bogoslowskaja, Galina Maltschugina und Irina Priwalowa gewann sie in 42,16 s die Silbermedaille hinter der Stafette der Vereinigten Staaten und vor der Mannschaft aus Nigeria. Im 200-Meter-Lauf schied Trandenkowa in Barcelona in der Viertelfinalrunde aus.
Bei den Weltmeisterschaften 1993 in Stuttgart holte sie in der Staffel als nur im Vorlauf startend den Weltmeistertitel.
Bei den Europameisterschaften 1994 in Helsinki gewann sie mit der Staffel eine weitere Silbermedaille. Gemeinsam mit Natalja Anissimowa, Galina Maltschugina und
Irina Priwalowa musste sie sich in einer Zeit von 42,96 min nur dem Quartett aus Deutschland geschlagen geben.
Bei den Weltmeisterschaften 1995 in Göteborg wurde sie über 200 Meter Siebte, bei den Olympischen Spielen 1996 in Atlanta im 100-Meter-Lauf Fünfte. Dort wurde sie bei der Dopingkontrolle positiv auf Bromantan getestet und verwarnt. 1997 belegte sie bei den Weltmeisterschaften in Athen den sechsten Platz im 200-Meter-Lauf. Zwei Jahre später bei den Weltmeisterschaften in Sevilla scheiterte sie dagegen bereits in der Viertelfinalrunde. Sowohl 1997 als auch 1999 verpasste sie mit der russischen Stafette jeweils den Finaleinzug.
Bei den Olympischen Spielen 2000 in Sydney startete sie im 100- und im 200-Meter-Lauf, überstand in beiden Disziplinen jedoch die Vorrunde nicht. Die russische Mannschaft belegte in der 4-mal-100-Meter-Staffel zunächst den fünften Platz und rückte nach der späteren Disqualifikation der US-amerikanischen Stafette auf den vierten Platz vor.
Marina Trandenkowa ist 1,70 m groß und wog zu ihrer aktiven Zeit 60 kg. Sie war mit dem ehemaligen russischen Stabhochspringer Igor Trandenkow verheiratet.

## Bestleistungen
- 60 m (Halle): 7,24 s, 27. Januar 2000, Moskau
- 100 m: 11,06 s, 2. Juli 1996, Sankt Petersburg (handgestoppt 10,8 s, 6. Juli 1999, Getafe)
- 200 m: 22,44 s, 9. Juli 1997, Monachil
  - Halle: 23,31 s, 7. Februar 1993, Grenoble